# Álbuns número um na Billboard 200 em 1993
A lista dos álbuns que alcançaram a primeira posição da Billboard 200 em 1993 é realizada através de dados compilados pela Nielsen SoundScan, baseando-se nas vendas físicas, digitais e streaming dos álbuns a cada semana nos Estados Unidos, e publicados pela revista Billboard.

## Histórico
| Data                                                      | Álbum                                                    | Artista(s)                     | Ref.   |
| --------------------------------------------------------- | -------------------------------------------------------- | ------------------------------ | ------ |
| 2 de janeiro                                              | The Bodyguard: Original Soundtrack Album †               | Whitney Houston / Banda sonora | [ 3 ]  |
| 9 de janeiro                                              | The Bodyguard: Original Soundtrack Album †               | Whitney Houston / Banda sonora | [ 4 ]  |
| 16 de janeiro                                             | The Bodyguard: Original Soundtrack Album †               | Whitney Houston / Banda sonora | [ 5 ]  |
| 23 de janeiro                                             | The Bodyguard: Original Soundtrack Album †               | Whitney Houston / Banda sonora | [ 6 ]  |
| 30 de janeiro                                             | The Bodyguard: Original Soundtrack Album †               | Whitney Houston / Banda sonora | [ 7 ]  |
| 6 de fevereiro                                            | The Bodyguard: Original Soundtrack Album †               | Whitney Houston / Banda sonora | [ 8 ]  |
| 13 de fevereiro                                           | The Bodyguard: Original Soundtrack Album †               | Whitney Houston / Banda sonora | [ 9 ]  |
| 20 de fevereiro                                           | The Bodyguard: Original Soundtrack Album †               | Whitney Houston / Banda sonora | [ 10 ] |
| 27 de fevereiro                                           | The Bodyguard: Original Soundtrack Album †               | Whitney Houston / Banda sonora | [ 11 ] |
| 6 de março                                                | The Bodyguard: Original Soundtrack Album †               | Whitney Houston / Banda sonora | [ 12 ] |
| 13 de março                                               | Unplugged                                                | Eric Clapton                   | [ 13 ] |
| 20 de março                                               | Unplugged                                                | Eric Clapton                   | [ 14 ] |
| 27 de março                                               | Unplugged                                                | Eric Clapton                   | [ 15 ] |
| 3 de abril                                                | The Bodyguard: Original Soundtrack Album †               | Whitney Houston / Banda sonora | [ 16 ] |
| 10 de abril                                               | Songs of Faith and Devotion                              | Depeche Mode                   | [ 17 ] |
| 17 de abril                                               | The Bodyguard: Original Soundtrack Album †               | Whitney Houston / Banda sonora | [ 18 ] |
| 24 de abril                                               | The Bodyguard: Original Soundtrack Album †               | Whitney Houston / Banda sonora | [ 19 ] |
| 1 de maio                                                 | The Bodyguard: Original Soundtrack Album †               | Whitney Houston / Banda sonora | [ 20 ] |
| 8 de maio                                                 | Get a Grip                                               | Aerosmith                      | [ 21 ] |
| 15 de maio                                                | The Bodyguard: Original Soundtrack Album †               | Whitney Houston / Banda sonora | [ 22 ] |
| 22 de maio                                                | The Bodyguard: Original Soundtrack Album †               | Whitney Houston / Banda sonora | [ 23 ] |
| 29 de maio                                                | The Bodyguard: Original Soundtrack Album †               | Whitney Houston / Banda sonora | [ 24 ] |
| 5 de junho                                                | janet.                                                   | Janet Jackson                  | [ 25 ] |
| 12 de junho                                               | janet.                                                   | Janet Jackson                  | [ 26 ] |
| 19 de junho                                               | janet.                                                   | Janet Jackson                  | [ 27 ] |
| 26 de junho                                               | janet.                                                   | Janet Jackson                  | [ 28 ] |
| 3 de julho                                                | janet.                                                   | Janet Jackson                  | [ 29 ] |
| 10 de julho                                               | janet.                                                   | Janet Jackson                  | [ 30 ] |
| 17 de julho                                               | Back to Broadway                                         | Barbra Streisand               | [ 31 ] |
| 24 de julho                                               | Zooropa                                                  | U2                             | [ 32 ] |
| 31 de julho                                               | Zooropa                                                  | U2                             | [ 33 ] |
| 7 de agosto                                               | Black Sunday                                             | Cypress Hill                   | [ 34 ] |
| 14 de agosto                                              | Black Sunday                                             | Cypress Hill                   | [ 35 ] |
| 21 de agosto                                              | Sleepless in Seattle: Original Motion Picture Soundtrack | Banda sonora                   | [ 36 ] |
| 28 de agosto                                              | River of Dreams                                          | Billy Joel                     | [ 37 ] |
| 4 de setembro                                             | River of Dreams                                          | Billy Joel                     | [ 38 ] |
| 11 de setembro                                            | River of Dreams                                          | Billy Joel                     | [ 39 ] |
| 18 de setembro                                            | In Pieces                                                | Garth Brooks                   | [ 40 ] |
| 25 de setembro                                            | In Pieces                                                | Garth Brooks                   | [ 41 ] |
| 2 de outubro                                              | In Pieces                                                | Garth Brooks                   | [ 42 ] |
| 9 de outubro                                              | In Utero                                                 | Nirvana                        | [ 43 ] |
| 16 de outubro                                             | In Pieces                                                | Garth Brooks                   | [ 44 ] |
| 23 de outubro                                             | In Pieces                                                | Garth Brooks                   | [ 45 ] |
| 30 de outubro                                             | Bat Out of Hell II: Back Into Hell                       | Meat Loaf                      | [ 46 ] |
| 6 de novembro                                             | Vs.                                                      | Pearl Jam                      | [ 47 ] |
| 13 de novembro                                            | Vs.                                                      | Pearl Jam                      | [ 48 ] |
| 20 de novembro                                            | Vs.                                                      | Pearl Jam                      | [ 49 ] |
| 27 de novembro                                            | Vs.                                                      | Pearl Jam                      | [ 50 ] |
| 4 de dezembro                                             | Vs.                                                      | Pearl Jam                      | [ 51 ] |
| 11 de dezembro                                            | Doggystyle                                               | Snoop Doggy Dogg               | [ 52 ] |
| 18 de dezembro                                            | Doggystyle                                               | Snoop Doggy Dogg               | [ 53 ] |
| 25 de dezembro                                            | Music Box                                                | Mariah Carey                   | [ 54 ] |
| † Indica o álbum mais vendido em 1993 nos Estados Unidos. |                                                          |                                |        |